# Quargnento
Quargnento (Quargnent in Piedmontese) là một đô thị ở tỉnh Alessandria trong vùng Piedmont của Italia, có vị trí cách khoảng 60 km về phía đông của Torino và khoảng 11 km về phía tây bắc của Alessandria. Tại thời điểm ngày 31 tháng 12 năm 2004, đô thị này có dân số 1.346 người và diện tích là 36,2 km².
Quargnento giáp các đô thị: Alessandria, Castelletto Monferrato, Cuccaro Monferrato, Felizzano, Fubine, Lu, San Salvatore Monferrato, và Solero.

## Notable Quargnentini
- Carlo Carrà (1881–1966), painter.